# Picot de Tamaulipas
El picot de Tamaulipas (Colaptes aeruginosus) és una espècie d'ocell de la família dels pícids (Picidae) que habita el nord-est de Mèxic, principalment als estats de Tamaulipas i Veracruz.